# LR-123
La carretera LR-123 es una carretera de la Red Regional Básica de La Rioja, perteneciente a la Red de Carreteras de La Rioja, que discurre desde Valverde hasta el límite provincial con Navarra al norte de El Villar de Arnedo, pasando por municipios como Arnedo o Cervera del Río Alhama. Corresponde a la antigua carretera comarcal  C-123 , que unía Valverde con Vitoria y tras la cesión de las carreteras comarcales a las comunidades autónomas pasó a denominarse LR-123 en su tramo riojano.

## Localidades por las que pasa y enlaces
| Localidad              | Enlace                                            | Carretera que enlaza             |
| ---------------------- | ------------------------------------------------- | -------------------------------- |
| Valverde               | Pamplona - Soria                                  | N-113                            |
| Cabretón               | Valdegutur                                        | LR-492                           |
| Cervera del Río Alhama | Inestrillas - Aguilar del Río Alhama              | LR-284                           |
|                        | Las Ventas - Fitero                               | LR-285                           |
|                        | Rincón de Olivedo - Igea                          | LR-283                           |
|                        | Igea                                              | LR-387                           |
| Grávalos               | Alfaro                                            | LR-385                           |
|                        | Cornago                                           | LR-283                           |
|                        | Muro de Aguas - Villaroya                         | LR-487 LR-488                    |
| Turruncún              |                                                   |                                  |
|                        | Arnedo - Arnedillo                                | LR-583                           |
|                        | Arnedo - Quel - Autol                             | LR-115                           |
|                        | Pol. Ind. El Campillo - Pol. Ind. El Raposal      | LR-585                           |
|                        | Calahorra - AP-68 Zaragoza                        | LR-134                           |
|                        | Bergasa - Bergasillas Bajera - Bergasillas Somera | LR-483                           |
|                        | Tudelilla                                         | LR-381                           |
|                        | Tudelilla                                         | LR-481                           |
| El Villar de Arnedo    | Logroño - Zaragoza                                | N-232                            |
|                        | Pradejón                                          | LR-280                           |
| L. P. Navarra          | Continúa hacia Lodosa por NA-123                  | Continúa hacia Lodosa por NA-123 |

- Datos: Q66685740